# Neoserica carneola
Neoserica carneola är en skalbaggsart som beskrevs av Louis Albert Péringuey 1892. Neoserica carneola ingår i släktet Neoserica och familjen Melolonthidae. Inga underarter finns listade i Catalogue of Life.